# Hylorus
Hylorus is een kevergeslacht uit de familie van de boktorren (Cerambycidae). De wetenschappelijke naam van het geslacht werd voor het eerst geldig gepubliceerd in 1864 door Thomson.

## Soorten
Hylorus is monotypisch en omvat slechts de volgende soort:
- Hylorus armatus (Chabrillac, 1857)